# みどり市立福岡中央小学校
みどり市立福岡中央小学校（みどりしりつ ふくおかちゅうおうしょうがっこう）は、群馬県みどり市大間々町浅原にかつて存在した公立小学校。1874年（明治7年）開校。2020年（令和2年）3月31日をもって閉校し、みどり市立大間々北小学校に統合された。

## 所在地
- 群馬県みどり市大間々町浅原1500-2

## 学区
- 大間々町浅原
- 大間々町長尾根
- 大間々町小平

## 学校周辺
- 菅原神社
- 十二神社
- 浅原体験村
- 浅原百観音
- 小平川
- 小平の里